# Almino Afonso
Almino Afonso est une municipalité brésilienne située dans l'État du Rio Grande do Norte.